# Prednji goljenični mišić
Prednji goljenični mišić (lat. musculus tibialis anterior) mišić je prednje strane potkoljenice, trokutastog oblika. Mišić inervira lat. nervus peroneus profundus.

## Polazište i hvatište
Mišić polazi s lateralne strane (gornje polovice) i lateralnog kondila goljenične kosti, međukoštane opne (lat. membrana interossea cruris), ide prema dolje i hvata se na medijalnu klinastu kost (medijalnu stranu) i prvu kost donožja.